# Batalha de Tukaroi
A Batalha de Tukaroi foi travada no dia 3 de março de 1575, próximo da vila de Tukaroi (atual distrito de Balasore), entre Midnapur e Jalesar, Bengala Ocidental, entre o Império Mogol e o Sultanato de Bengala e Biar.

## Plano de fundo
Ictiar Udim Maomé ibne Bactiar Quilji do Sultanato de Deli, derrotou o rei Sena Lakshman Sen em sua capital, Navaduipe em 1203-1204 e conquistou a maior parte de Bengala. A família Deva - a última dinastia hindu a governar em Bengala - governou brevemente em Bengala Oriental, embora tenha sido suprimida em meados do século XIV.
Durante o início do período muçulmano, o antigo reino Sena Hindu tornou-se conhecido como Sultanato de Bangala e Biar, governado intermitentemente a partir do Sultanato de Déli. As mudanças caóticas de poder entre os governantes afegãos e turcos daquele sultanato chegaram ao fim quando o domínio mogol foi estabelecido em Bengala durante o século XVI.
Durante o reinado do imperador mogol Jalaladim Maomé Aquebar, o sultão de Bangala era Daúde Cã Carrani, que havia tomado o Forte Zamania, um posto de fronteira do Império Mogol. Isso deu a Aquebar o motivo para a guerra.
Aquebar, que estava em Gujarat quando recebeu a notícia da audácia de Daud, imediatamente despachou ordens para Munim Cã e o representante do poder imperial em Jaunpur para castigar o agressor. Munim ao receber as instruções de seu soberano reuniu uma força poderosa e marchou sobre Patna, onde se opôs a Lodi Cã, um influente chefe afegão que havia colocado Daúde no trono e agora servia a esse príncipe como ministro Munim Cã, que era então muito velho havia perdido sua energia e, depois de algumas escaramuças, contentou-se em cessar as hostilidades e conceder termos extremamente brandos a Daud. Nenhuma das partes principais ficou satisfeita e o imperador Aquebar pensou que o Munim Cã tinha sido muito fácil de lidar, enquanto Daúde tinha ciúmes de seu ministro Lodi Cã. O imperador, portanto, designou Raja Todar Mal para assumir o comando em Biar, transferindo os deveres civis do Raja como Divã temporariamente para Rai Ram Das. Daúde traiçoeiramente matou seu ministro Lodi Cã e confiscou sua propriedade. Munim Cã picado pela censura de seu mestre voltou rapidamente a Patna e sitiou a cidade. Mas ele logo descobriu que a tarefa de levá-la estava além de seus poderes e implorou ao imperador mogol Jalal ud-Din Muhammad Aquebar vir pessoalmente e assumir o comando da campanha. Aquebar, que acabara de retornar à capital depois de fazer sua visita anual a Ajmer, foi para Agra em março de 1574 e preparou uma frota de barcos elaboradamente equipados para descer os rios.
Em 15 de junho de 1574, Aquebar embarcou para a viagem no rio e foi acompanhado por muitos de seus melhores oficiais hindus e muçulmanos. Os nomes de dezenove dados por Abu'l-Fazl ibn Mubarak incluem Baguã Das, Raja Mã Singue, Raja Birbal, Xabaz Cã e Cassim Cã, o almirante ou Mir Bar. Estando então no auge a estação das chuvas, a viagem foi necessariamente aventureira e muitos contratempos ocorreram. Vários navios naufragaram ao largo de Etaua e 11 ao largo de Alaabade.
Depois de viajar por 26 dias, Aquebar chegou a Benares, onde parou por três dias. Ele então procedeu e ancorou perto de onde o rio Gonti se junta ao rio Ganges. No mesmo dia chegou o exército que havia marchado por terra. Todo o movimento evidentemente foi pensado e executado com habilidade consumada em face das tremendas dificuldades devido ao clima. As mulheres e crianças foram enviadas para Jaunpur e Aquebar em resposta às súplicas urgentes de Munim Cã de que ele teria o prazer de vir pessoalmente e com toda a velocidade para a frente, avançando para a famosa balsa em Chaunsa, onde seu pai, o imperador Humayun sofreu uma severa derrota em 1539. O exército foi então levado para a margem sul do rio.

## Cerco de Patna
Patna estava sitiada há vários meses agora sob Munim Cã. Aquebar continuou sua jornada por água e em 3 de agosto de 1574 pousou no bairro de Patna. Depois de aconselhar-se com seus oficiais e verificar que a maior parte de seus suprimentos para a cidade sitiada estava na cidade de Hajipur, situada na margem oposta ou norte do Ganges ele decidiu que a captura daquele lugar era uma preliminar necessária para a realização bem-sucedida do projeto principal. As dificuldades causadas pelo estado de inundação do enorme rio com muitas milhas de largura naquela estação e a resistência extenuante de uma guarnição fortemente postada foram superadas e o forte foi capturado pela bravura do destacamento nomeado por Aquebar para o dever. As cabeças dos líderes afegãos mortos foram jogadas em um barco e levadas a Aquebar, que as encaminhou a Daúde como uma pista do destino que o aguardava e, no devido tempo, se abateria sobre ele.
No mesmo dia, Aquebar ascendeu ao 'Panj Pahari ou Cinco Colinas, um grupo de montes artificiais extremamente antigos situados a cerca de meia milha ao sul da cidade e daí reconheceu a posição. Daúde, embora ainda tivesse à sua disposição 20 mil cavalos, um grande parque de artilharia e muitos elefantes, chegou à conclusão de que não poderia resistir ao poder imperial e decidiu fugir. Durante a noite, ele escapou silenciosamente por um portão dos fundos e foi para Bengala. A guarnição que tentou escapar na escuridão sofreu pesadas perdas no processo. Aquebar estava ansioso para começar imediatamente, mas foi persuadido a esperar até a manhã quando entrou em Patna pelo portão de Déli. Ele então perseguiu pessoalmente os fugitivos por cerca de 50 milhas, mas não conseguiu alcançá-los.
Uma enorme quantidade de butim, incluindo 265 Elefantes, foi levada e as pessoas comuns se divertiram recolhendo bolsas de ouro e artigos de armadura nos riachos e nas margens. A captura de uma cidade tão grande no meio da estação das chuvas foi uma conquista quase sem precedentes e uma dolorosa surpresa para o sultão de Bengala. Ele havia contado com Aquebar seguindo o bom e velho costume indiano de esperar até o festival Dasahara em outubro para iniciar uma campanha. Mas Aquebar desconsiderou as condições climáticas adversas e, portanto, foi capaz de ganhar vitórias em desafio aos shastras e às temporadas.

## Aquebar retorna a Fatehpur Sikri
Colocou-se agora a questão de saber se a campanha deveria ser prosseguida apesar das chuvas ou adiada para a estação fria. As opiniões estavam divididas, mas Aquebar não hesitou em decidir que o atraso não poderia ser permitido. Consequentemente, ele organizou um exército adicional de mais de 20 000 homens, confiando o comando supremo ao velho Munim Cã, que foi nomeado governador de Bengala. Raja Todar Mal e outros oficiais competentes foram colocados sob suas ordens Jaunpur, Benares, Chunar e alguns outros territórios foram colocados sob a administração direta da Coroa e oficiais foram nomeados para governá-los em nome de Aquebar. Ele resolveu retornar à sua capital deixando a campanha de Bengala a ser conduzida por seus generais. No final de setembro, enquanto ele estava acampado em Capur, no distrito de Jaumpur, ele recebeu despachos anunciando o sucesso de Munim Cã. O imperador chegou a Fatepur Sicri em 18 de janeiro de 1575, após sete meses de extenuantes viagens e campanhas.

## Batalha
O exército Mughal marchou para a capital de Bengala, Tanda (perto de Gaur), e Daúde retirou-se para Odisha. A ação foi forçada a Munim Cã, que foi compelido a se envolver antes de estar pronto. Nos primeiros estágios do conflito, o comandante mogol recebeu vários ferimentos graves e a vitória parecia assegurada ao exército de Bengala. Mas no final do dia, a queda do general de Daud, Gujar Cã, fez com que a sorte mudasse de lado e trouxe a derrota total de Daud, que fugiu do campo.

## Tratado de Cataque e Consequências
A batalha levou ao Tratado de Cataque no qual Daúde cedeu toda a Bengala e Biar, mantendo apenas Odisha. O tratado acabou fracassando após a morte de Munim Cã, que morreu aos 80 anos. O sultão Daúde Cã aproveitou a oportunidade e invadiu Bengala. Isso levaria à Batalha de Raj Mahal em 1576.